# Streitwert
Der Streitwert (auch Prozesswert) ist in Prozessen vor Gericht von Bedeutung und monetärer Ausdruck des Streitgegenstandes. Außerhalb des streitigen Verfahrens spricht man statt vom Streit- vom Gegenstandswert, beziehungsweise zur Tätigkeit der Notare vom Geschäftswert, in Familiensachen vom Verfahrenswert.
Man unterscheidet zwischen dem Zuständigkeitsstreitwert, Rechtsmittelstreitwert und dem Gebührenstreitwert.

## Zuständigkeitsstreitwert
Der Zuständigkeitsstreitwert ist von Bedeutung, wenn die Zuständigkeit des erstinstanzlichen Gerichts (z. B. Amtsgericht oder Landgericht) von der Höhe des Streitwerts abhängt (so im deutschen Zivilprozess) (vgl. §§ 3 ff. ZPO). Das Amtsgericht ist in der Regel für Streitigkeiten bis 5.000 Euro zuständig (§ 23 Nr. 1 GVG). Bei höheren Streitwerten ist das Landgericht als erste Instanz zuständig, wobei auch Ausnahmen vorgesehen sind.
Letztmalig angepasst wurden die Zuständigkeitsstreitwerte im Jahr 1982. Die Ampelregierung plante 2024 einen Gesetzentwurf, der die Erhöhung der Streitwertgrenze auf 8.000 Euro sowie die Bildung neuer Sonderzuständigkeiten vorsah, welcher jedoch der Diskontinuität des Bundestages zum Opfer fiel. Das Bundesjustizministerium plante in der neuen Legislaturperiode, die Streitwertgrenze auf 10.000 Euro anzuheben und ebenso wie bereits im durch den vorigen Bundestag debattierten Gesetzesentwurf, neue Sonderzuständigkeiten zu schaffen.

## Rechtsmittelstreitwert
Etwas anders verhält es sich beim Rechtsmittelstreitwert. Der Rechtsmittelstreitwert kann für die Zulässigkeit eines Rechtsmittels von Bedeutung sein. Als Rechtsmittelstreitwert bezeichnet man den Wert, der mindestens erreicht werden muss, damit ein Rechtsmittel (z. B. Berufung und Revision) zulässig ist. Bei Berufungen ist der Wert nach § 511 ZPO 600 Euro, allerdings kann das Erstgericht die Berufung seit 2002 auch unabhängig vom Wert zulassen. Die reine Wertrevision wurde mit der ZPO-Reform 2001 abgeschafft.
Im arbeitsgerichtlichen Urteil wird der Rechtsmittelstreitwert als Wert des Streitgegenstandes nach § 61 Abs. 1 ArbGG festgesetzt, wogegen eine besondere Anfechtung regelmäßig nicht statthaft ist. Der Rechtsmittelstreitwert hat für den Gebührenstreitwert, dessen separate Festsetzung im Verfahren vor den Arbeitsgerichten durch gesonderten Beschluss nach § 63 Abs. 2 GKG erfolgt, keine Bindungswirkung. Hierbei ist der Gebührenstreitwert für die Vergütung der Rechtsanwälte nach § 32 Abs. 2 RVG maßgebend.

## Gebührenstreitwert
Hauptartikel: Gebührenstreitwert
Grundsätzlich ist die Höhe des Streitwerts von der Bedeutung der Sache abhängig, zumeist von der Bedeutung für den Kläger. Bei einer Zahlungsklage etwa ist der Gebührenstreitwert und der Zuständigkeitsstreitwert identisch mit dem eingeklagten Geldbetrag. Wenn kein konkreter Geldbetrag eingeklagt wird, muss der Streitwert ermittelt werden. Die gesetzlichen Regelungen hierfür sind das Gerichtskostengesetz (GKG) für die Gerichtsgebühren (§§ 39 ff. GKG), das Rechtsanwaltsvergütungsgesetz (RVG) für Gebühren der Rechtsanwälte (insbesondere § 22 und § 23 RVG), das Gesetz über Gerichtskosten in Familiensachen (FamGKG) und das Gerichts- und Notarkostengesetz (GNotKG) für die Angelegenheiten der Freiwilligen Gerichtsbarkeit und der Notare.
Besondere Begriffe für Streitwert sind
- Geschäftswert im Hinblick auf die Gebühren der Notare und der Gerichte der freiwilligen Gerichtsbarkeit (FamFG) sowie
- Gegenstandswert im Hinblick auf die Vergütung der Rechtsanwälte.

Häufig sind die Werte identisch, durch unterschiedliche gesetzliche Regelungen können sie im Einzelfall aber auch unterschiedlich sein.
Gegen den gerichtlich festgesetzten Streitwertbeschluss ist die Streitwertbeschwerde zulässig.

## Auseinanderfallen von Zuständigkeits- und Gebührenstreitwert
Zwischen den verschiedenen Bestimmungen zum Streitwert ist streng zu unterscheiden. Zwar kommen die Bestimmungen zum Zuständigkeits- und Gebührenstreitwert häufig zu denselben Ergebnissen, jedoch nicht immer:
Beispiel:
„Der Kläger klagt auf Räumung und Herausgabe gewerblicher Räume. Das Mietverhältnis war unbefristet; die Miete belief sich auf monatlich 400 €.
- Der Zuständigkeitsstreitwert liegt nach § 6, § 8 ZPO bei 120.000 Euro (max. 25-fache Jahresmiete) und selbst dann, wenn man § 9 ZPO ergänzend heranzieht, immerhin noch bei 16.800 Euro (max. 3,5-fache Jahresmiete). Daraus folgt die Zuständigkeit des Landgerichts.
- Der Gebührenstreitwert für die Gerichtsgebühren beträgt dagegen nach § 41 Abs. 1 GKG (max. einfacher Jahresbetrag) lediglich 4.800 Euro.“